# Quebrada Iquine
La  quebrada Iquine es un lecho seco de quebrada ubicado al norte de Tocopilla en la Región de Antofagasta.

## Historia
Luis Risopatrón lo describe en su Diccionario jeográfico de Chile (1924):
Iquine (Quebrada de). Es seca, corre hacia el W i desemboca en la ribera del mar, entre las puntas Arena y del Urcu.